# 홋코쿠 신문
홋코쿠 신문（일본어: 北國新聞 ほっこくしんぶん[*]）은 이시카와현 가나자와시의 지역 일간지이다. 1893년 8월 5일에 창간되었으며 1923년 5월 1일에는 도야마 신문을 통해 도야마현 다카오카시에 진출하면서 광역 신문으로서의 기반을 다지기도 하였다.

## 개요
아침과 저녁에 출판되며 전국 뉴스는 Kyodo News Agency와 Jiji Press에서 제공하고 있다.
일본 ABC 협회에 따르면 도야마 신문 (2019년 1월 -6월 5일)을 포함하여 2019년의 순환 횟수는 아침에 297,857 회였으며, 이시카와 현의 시장 점유율은 61.26 %로 이시카와 현에서 1 위를 차지했다. ) (2019년 기준) 반면, 도야마 현의 시장 점유율은 기타 니혼 신문 및 요미우리 신문과 같은 지역 신문이 주도하는 약 10 %에 불과한 실정이다.